# Leptataspis postcingulata
Leptataspis postcingulata är en insektsart som beskrevs av Jacobi 1921. Leptataspis postcingulata ingår i släktet Leptataspis och familjen spottstritar. Inga underarter finns listade i Catalogue of Life.